# آربو (گرجستان)
آربو (به لاتین: Arbo) یک منطقهٔ مسکونی در گرجستان است که در شهرداری گوری واقع شده‌است. آربو ۲۹۳ نفر جمعیت دارد و ۹۲۰ متر بالاتر از سطح دریا واقع شده‌است.